# Wyspy McDonalda
Wyspy McDonalda – grupa wysp położona 43,5 km na zachód od wyspy Heard. Administracyjnie wchodzi w skład australijskiego terytorium zależnego Wyspy Heard i McDonalda, a ich powierzchnia wynosi ok. 2,5 km². Wraz z wyspą Heard są wpisane na listę światowego dziedzictwa UNESCO.
W skład grupy wchodzi Wyspa McDonalda, Meyer Rock oraz kilka drobnych skał. Główna wyspa jest wierzchołkiem aktywnego wulkanu, który był uśpiony przez ostatnie 75 000 lat i zaczął ponownie wyrzucać lawę w 1992 roku. Od tamtego czasu miało miejsce kilka kolejnych erupcji, które spowodowały, że wyspa ponad dwukrotnie zwiększyła swą powierzchnię i połączyła się z Flat Island, wcześniej oddzielną wyspą, teraz stanowiącą półwysep Wyspy McDonalda. Gęsta lawa wypływająca z wulkanu utworzyła nowe plaże.
Obecnie wyspa wznosi się na ok. 350 m n.p.m., a przed erupcją jej najwyższym wzniesieniem był Maxwell Hill liczący 212 m.
Wyspy zostały odkryte 4 stycznia 1854 przez Brytyjczyka Williama McDonalda, jednak ze względu na trudne warunki nie mógł on wylądować. Pierwsze lądowanie na głównej wyspie miało miejsce dopiero w 1971.